# فيلي براندت (ملحن)
فيلي براندت (بالألمانية: Willi Brandt)‏ هو ملحن ألماني، ولد في 1869، وتوفي في 1923.